# Kathedraal van Arezzo
De Kathedraal van Arezzo of Kathedraal van de HH. Petrus en Donatus (Duomo di Arezzo; Cattedrale dei Santi Pietro e Donato) in de Toscaanse stad Arezzo is de bisschopskerk van het rooms-katholieke bisdom Arezzo-Cortona-Sansepolcro.	

## Geschiedenis

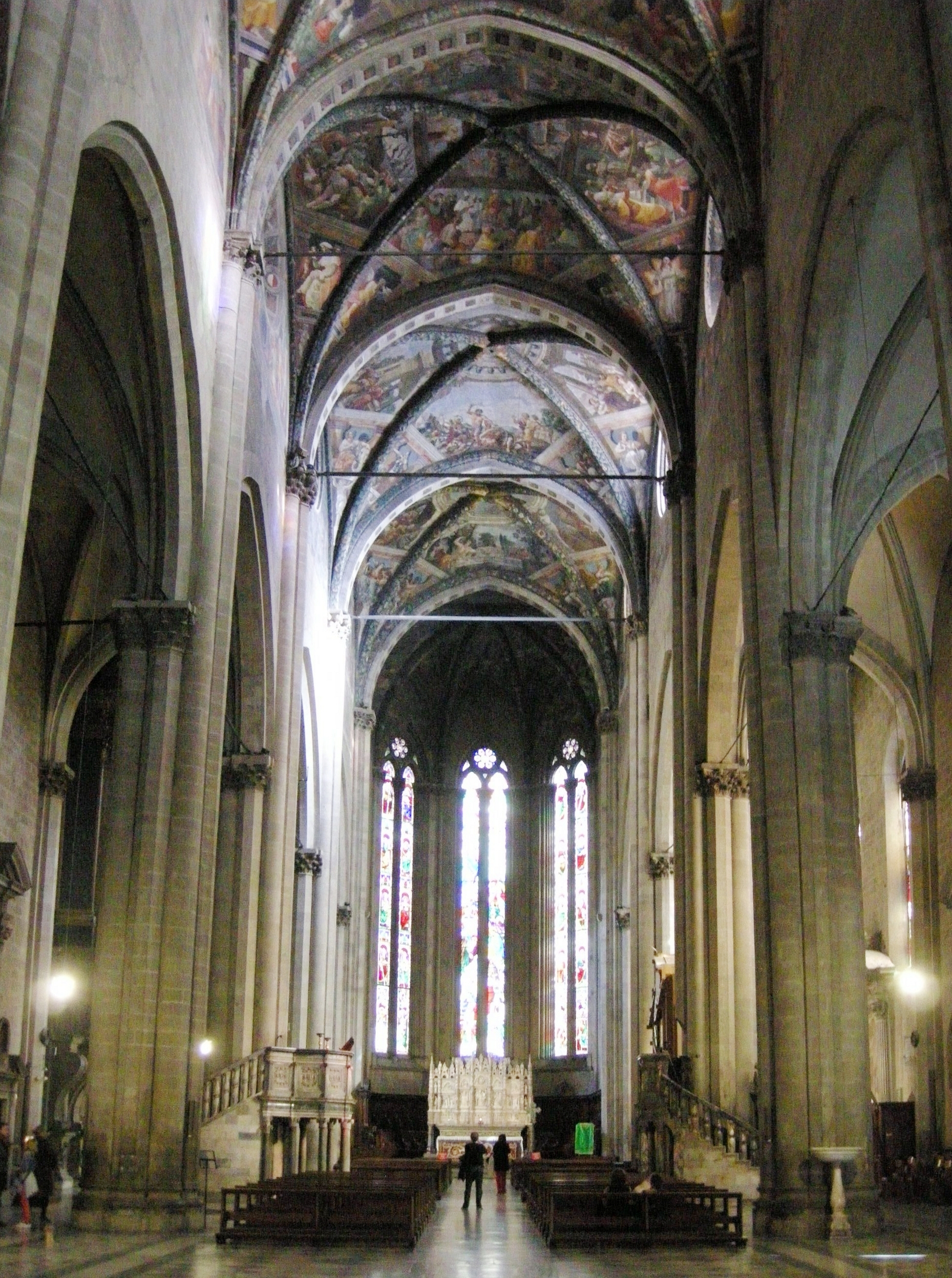
Het interieur van de kerk

Buiten de stadsmuren van Arezzo op de Piontaheuvel bevond zich het graf van de martelaar Donatus († 362), de tweede bisschop van Arezzo die werd onthoofd tijdens de christenvervolgingen van keizer Julianus de Afvallige. Op de heuvel werden de eerste christelijke erediensten gevierd en ontstond ook de eerste domkerk. In het jaar 1203 gaf paus Innocentius III opdracht tot de verplaatsing van de kerk naar de stad. In 1278 werd begonnen met de bouw, die uiteindelijk duurde tot 1511. De huidige gevel werd pas in de jaren 1900-1914 naar het ontwerp van Dante Viviano gebouwd.
Op 10 januari 1276 stierf paus Gregorius X in Arezzo tijdens zijn terugreis van het Tweede Concilie van Lyon. Hij schonk op zijn sterfbed een aanzienlijk bedrag voor de bouw van de nieuwe kathedraal en werd er in bijgezet.
In het voorjaar van 1796 werd het midden van Italië opgeschrikt door een reeks van aardbevingen. Het einde van de bevingen werd door de bevolking van Arezzo toegeschreven aan de Moeder Gods, wier roetzwarte beeltenis in een herberg op 15 februari 1796 voor de ogen van meerdere gelovigen wonderwel verblindend wit werd. Het genadebeeld werd naar de kathedraal gebracht en in de volgende jaren werd aan het noordelijke zijschip de Cappella della Madonna del Conforto aangebouwd. Ook nu nog is de kapel een veelbezochte plaats door pelgrims.
De relieken van Sint-Donatus bevinden zich niet meer in de kathedraal en werden overgebracht naar de Sint-Donatuskerk in Castiglione Messer Raimondo. Desondanks draagt de kathedraal nog altijd de naam van de heilige en is het 14e-eeuwse hoogaltaar van de kerk aan hem gewijd.

## Architectuur
De kathedraal is een gotische, drieschepige basiliek zonder transept. Het kerkschip heeft vijf traveeën met kruisribgewelven dat door bundelpijlers wordt gedragen. Ten noorden naast het koor staat een slanke, zeshoekige campanile.

## Interieur
De kathedraal bezit talrijke kunstschatten uit de gotiek en renaissance. De vensters van Guillaume de Marcillat uit de jaren 1516-1524 gelden als belangrijke werken uit de glasschilderkunst. Het hoofdaltaar met het marmeren retabel van de heilige Donatus dateert uit de 14e eeuw. Het doopvont wordt met reliëfs uit het atelier van Donatello versierd. Giorgio Vasari vervaardigde het koorgestoelte in 1554. Een fresco van Maria Magdalena in het linker zijschip is een kunstwerk van Piero della Francesca uit de jaren 1460. De monumentale cenotaaf van Guido Tarlati naast het fresco van Maria Magdalena wordt gedateerd op 1330 en werd door Agostino di Giovanni en Agnolo di Ventura gemaakt. De Cappella Ubertini bevat fresco's van de Marialegende, die worden toegeschreven aan Gregorius en Donatus (begin 14e eeuw). Een tronende Moeder Gods met Kind wordt op de jaren 1260 gedateerd.

#### De kapel van deMadonna del Conforto
De classicistische deels gotiserende kapel, een drieschepige koepelbouw met een hoofdapsis en nevenapsissen, werd ontworpen door Giuseppe del Rosso. Bisschop Agostino Albergotti liet de kapel rond 1810 rijkelijk inrichten. Middelpunt vormt het kleine, in de vergulde opbouw van het altaar geïntegreerde, genadebeeld. Vanuit andere kerken werden hier kunstwerken naartoe gebracht, waaronder het kleurrijke ceramische reliëf uit het atelier van Andrea della Robbia. Het grote retabel van de Drievuldigheid tussen de heiligen Bernhardus en Donatus stamt van de meester zelf (1485–1486). Twee grote schilderijen – Judith toont het volk het hoofd van Holofernes van Pietro Benvenuti en Abigaïl kalmeert David van Luigi Sabatelli – hebben typologisch betrekking op de voorspraak van Maria.

## Orgels
In de kathedraal van Arezzo bevinden zich twee orgels.
Het oudste instrument werd in het midden van de 16e eeuw door de orgelbouwer Luca di Bernardino da Cortona gebouwd. Het mechanische instrument bezit 9 registers op één manuaal met aangehangen pedaal. Het hoofdorgel werd in 2006 door de orgelbouwfirma Pinchi gebouwd. Het sleepladen-instrument kent 26 registers (1.720 pijpen) verdeeld over twee manualen en pedaal. De speeltracturen zijn mechanisch, de registertracturen zijn elektrisch.

## Afbeeldingen

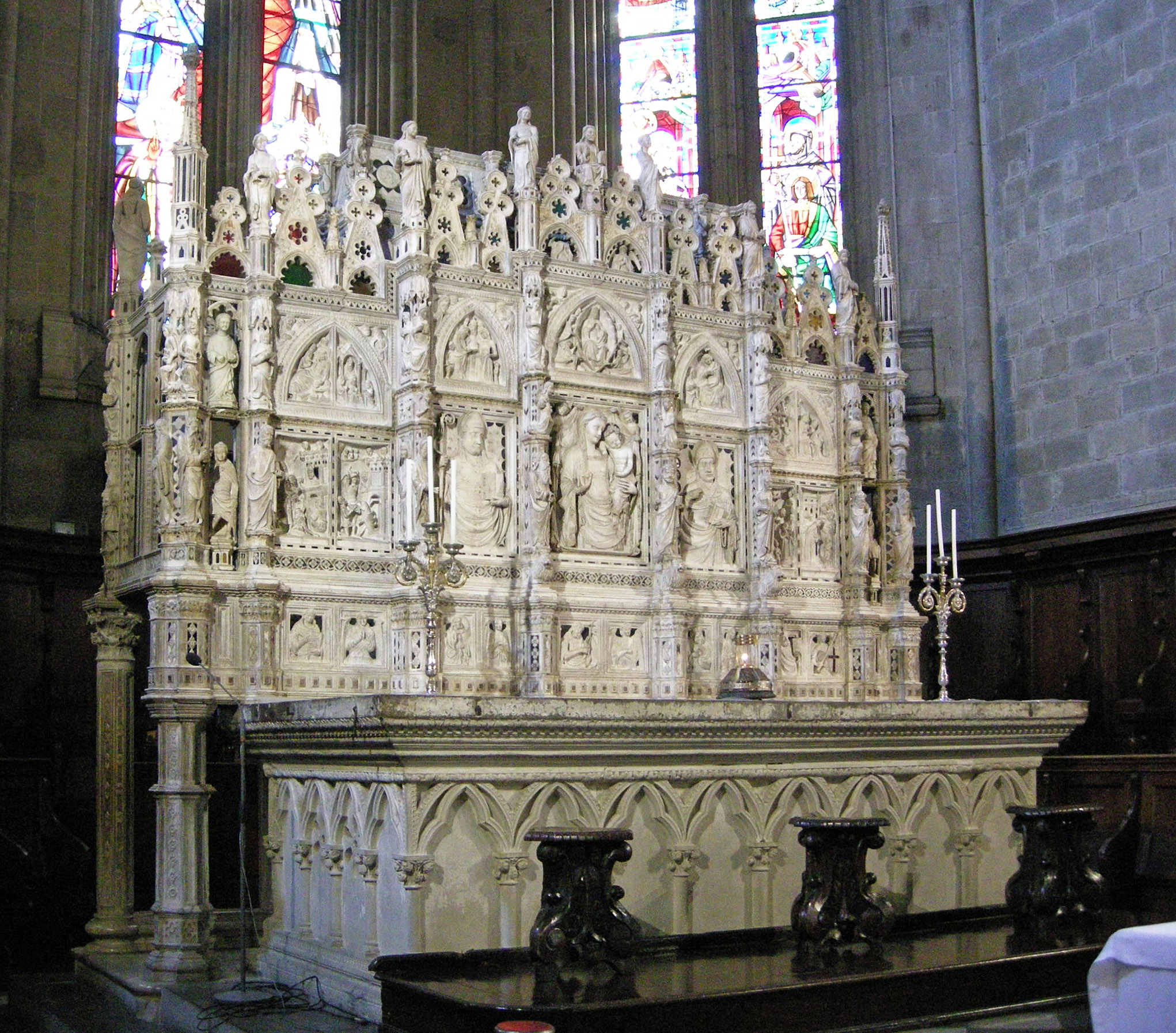
Marmeren hoogaltaar
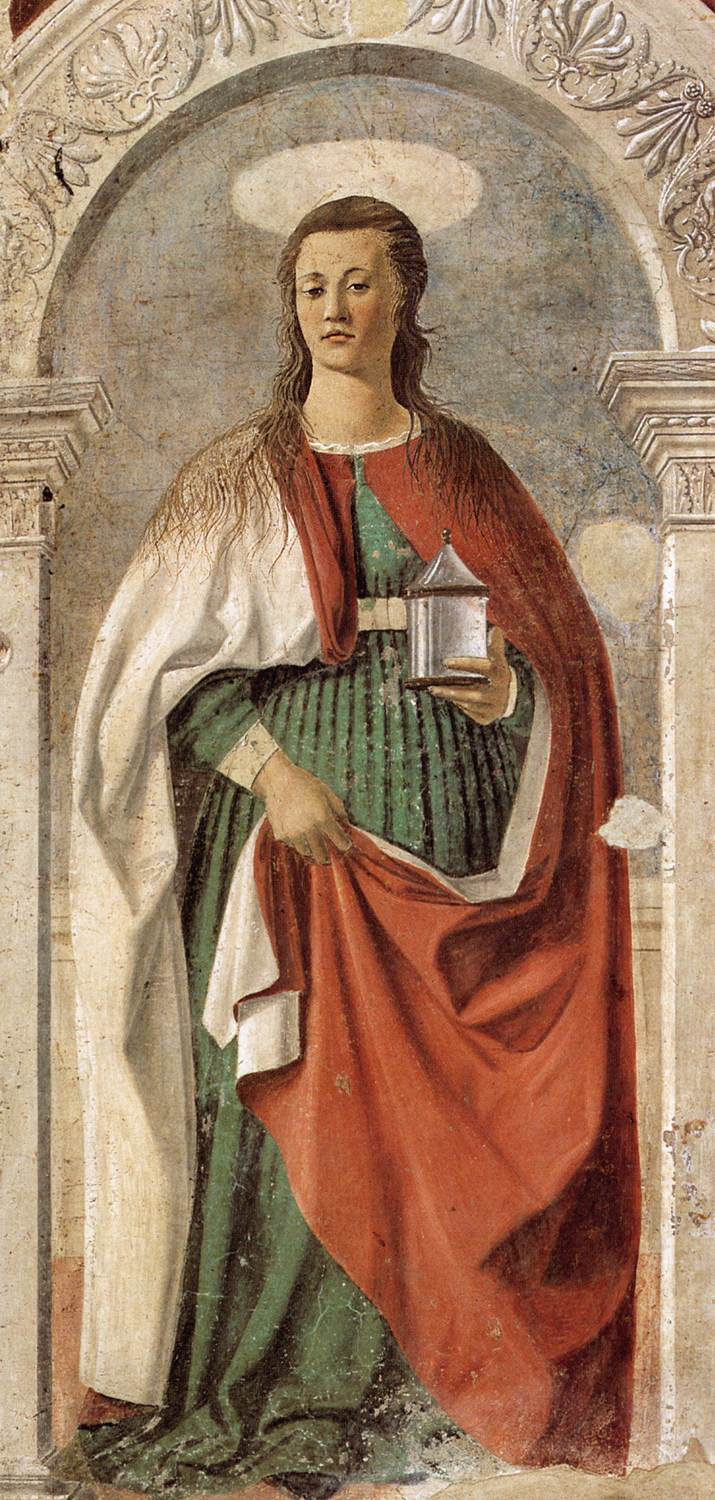
Fresco Maria Magdalena
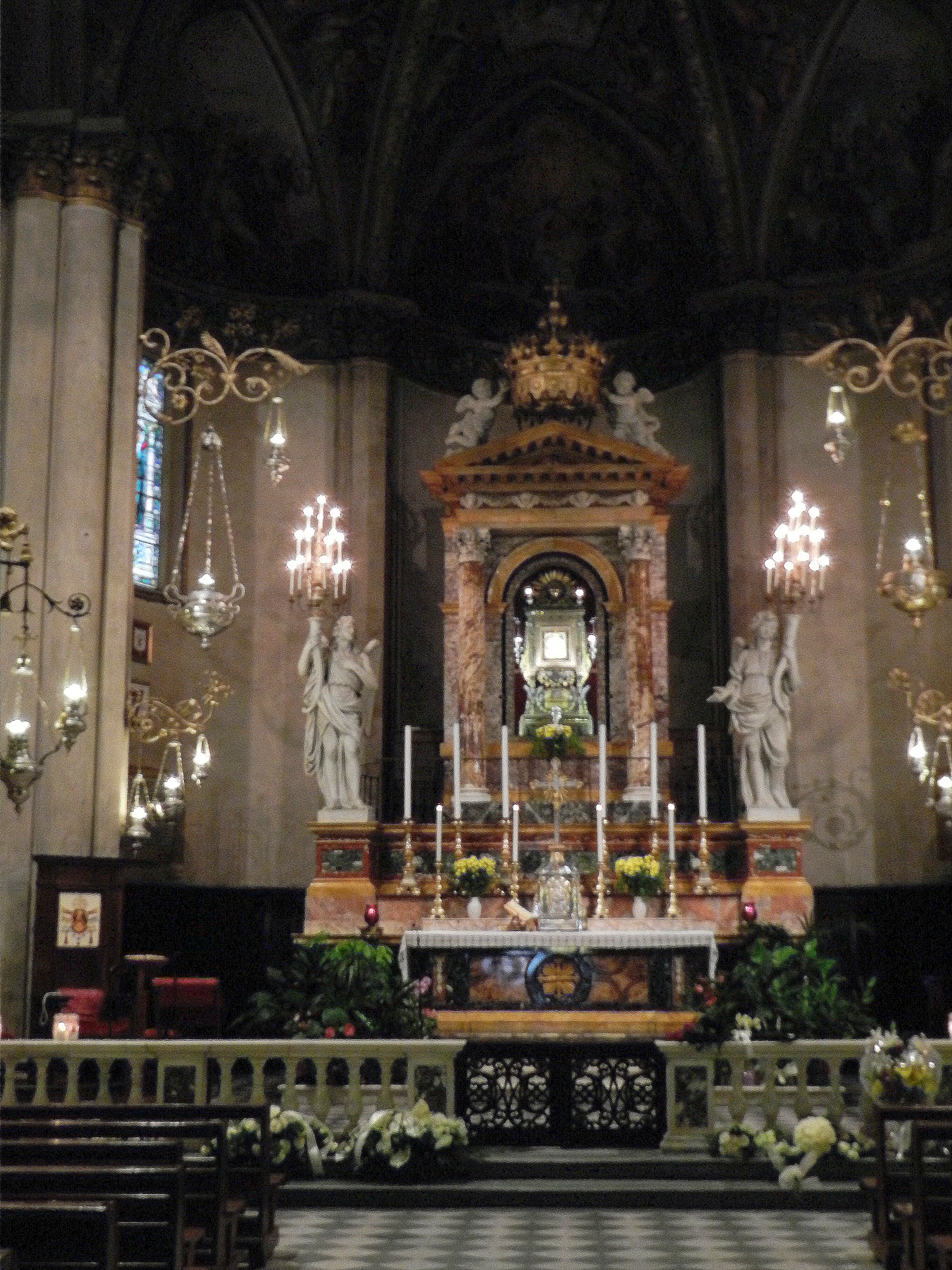
Capella della Madonna del Conforto
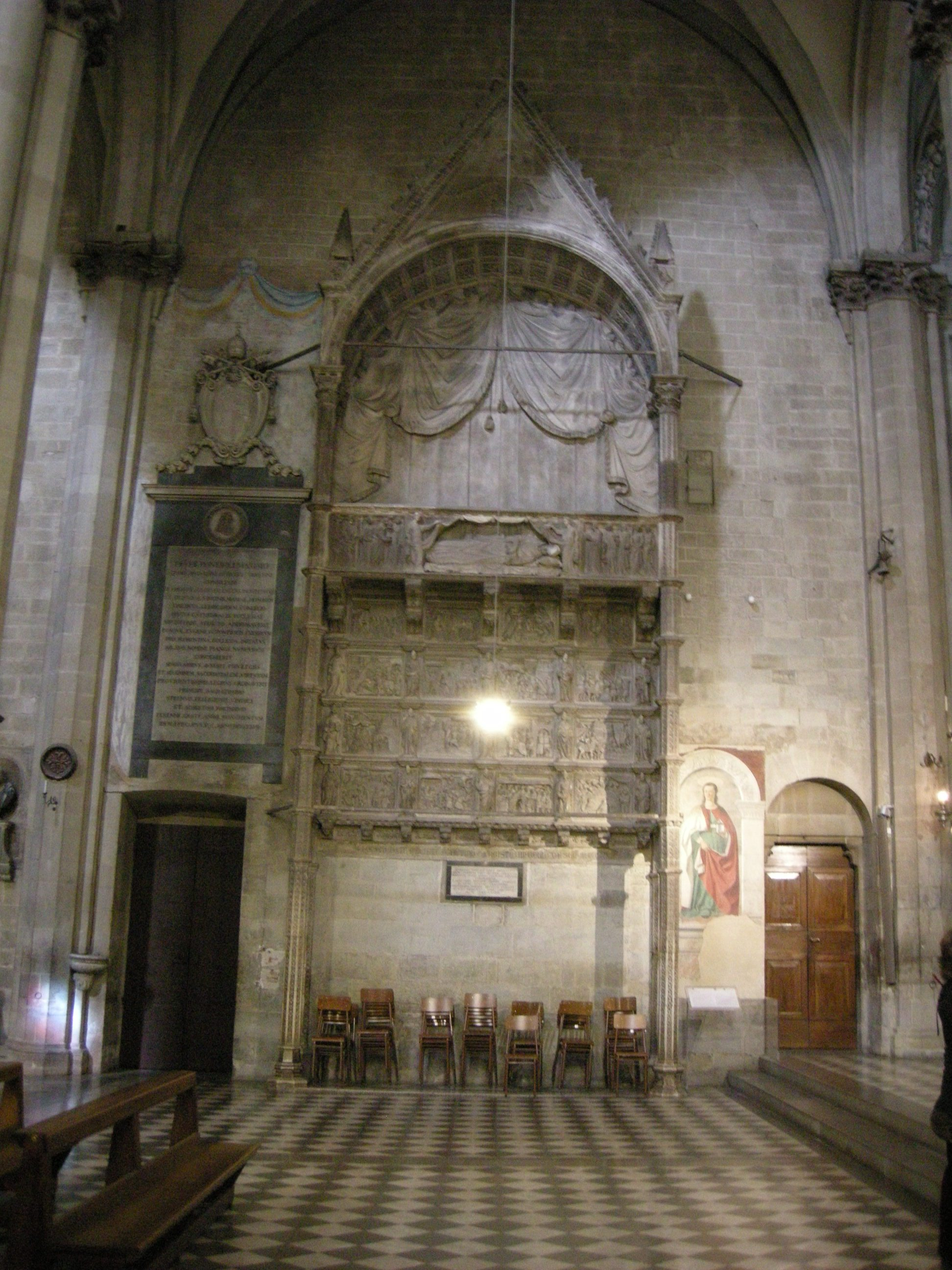
Cenotaaf
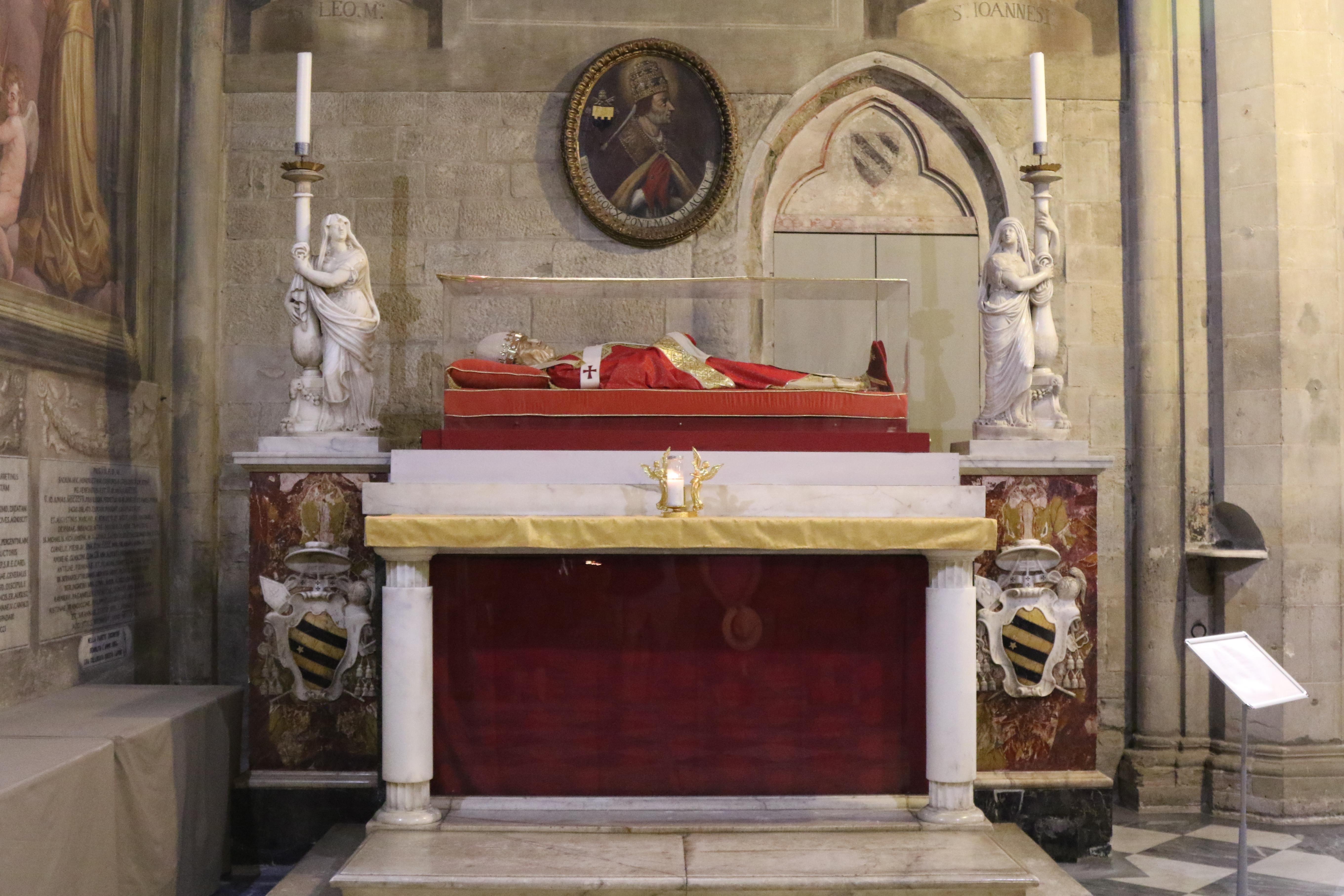
Tombe van paus Gregorius X
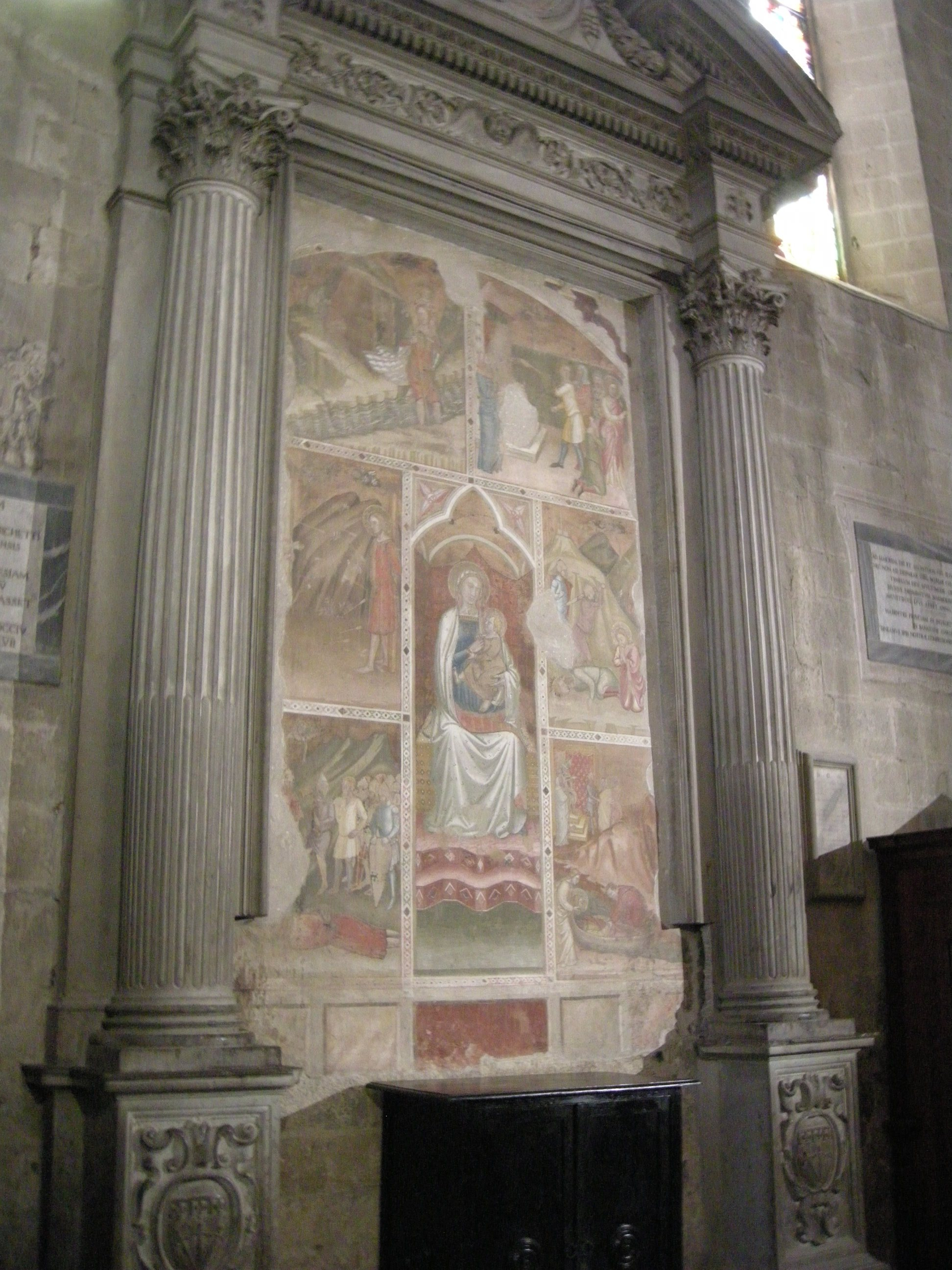
Tronende Maria met Kind